# Усачик вершинный овальный
Усачик вершинный овальный (лат. Pogonocherus ovatus) — вид жесткокрылых из семейства усачей. Встретить жука можно весь год (зимует в стадии имаго).

## Распространение
Распространён в Европе и России.

## Описание
Жук длиной от 3 до 6 мм.

## Развитие
Развитие вида длится два года. Предпочитает пихту белую (Abies alba), но также не против дуба (Quercus) и вяза (Ulmus).